# Trzebiechów
Trzebiechów (in tedesco Trebschen) è un comune rurale polacco del distretto di Zielona Góra, nel voivodato di Lubusz.
Ricopre una superficie di 80,99 km² e nel 2004 contava 3 268 abitanti.
Qua nacque la nobildonna Eleonora di Reuss-Köstritz.